# Angry Grandpa
Angry Grandpa (с англ. — «Злой Дед»; настоящее имя — Чарльз Ма́рвин Грин — мла́дший (англ. Charles Marvin Green Jr.); 16 октября 1950, Чатем, Джорджия — 10 декабря 2017, Саммервилл) — американский видеоблогер, предприниматель и бывший пожарный. Видеоролики с его участием были показаны на телеканале HLN в программе Доктор Дрю, на канале TruTV в программе «Самое шокирующее», в Rude Tube, на MTV в программе «Pranked», а также на российском телеканале РЕН ТВ в программе «Засекреченные списки» (был показан один момент из видео, где Злой Дед разбил гаечным ключом iPad сына).
Его YouTube-канал «TheAngryGrandpaShow» насчитывает более 4,5 млн подписчиков и более 1,4 миллиардов просмотров. Имеется также и второй канал под названием «Уголок Дедушки» (англ. Grandpa's Corner), — личный канал, в котором он делился рассказами о своей личной жизни вместе со специальной еженедельной рубрикой под названием «Mailbag Monday», где он читал письма, отправленные зрителями. Своих зрителей он причислял к «фан-клубу», известному как «Армия Дедушки», и имел для них ласковое прозвище «youngins» («молодёжь» или новобранцы).

## The Angry Grandpa Show
На видео появляется Чарльз Грин, предположительно страдающий биполярным расстройством, который, как правило, сердито реагирует на разные вещи, такие как розыгрыши (пранки) его младшего сына Майкла (также известен под прозвищем «Pickleboy» (рус. «Маринованный»), который работает веб-мастером и графическим дизайнером), и текущие события, такие как суд над Кейси Энтони. Как правило, в шалостях Майкла участвует его девушка — Бриджит Уэст, — которая, тем не менее, иногда предупреждает о них Злого Деда.
В статье в Charleston City Paper 2013 Грин заявил, что в своих припадках гнева он разрушил многочисленные предметы мебели и электроники, включая портативные компьютеры, телевизоры, мобильные телефоны и многое другое.
Чарльз страдал метеоризмом, из-за чего на его роликах можно было видеть так называемый «фирменный пердёж», чего не выносили окружающие и сам Чарльз.
На своём основном канале он также публикует и некоторые более серьёзные видео: например, в апреле 2012 года было опубликовано видео, где Злой Дед предлагал продать свой трейлерный парк, в котором он проживал в то время (Trailwood Trailer Park в Норт-Чарлстоне), некоему строителю, который мог бы взамен построить дорогу к новому заводу Boeing в Норт-Чарлстоне. Продажа, однако, не состоялась, и Грин переехал в другой парк трейлеров в том же году.
Среди его самых просматриваемых видео те, где запечатлена его реакция на судебный процесс над Кейси Энтони, видео, где он громит свою кухню из-за того, что не может найти свою конфету, а также видео, на котором он даёт комментарии по поводу Джастина Бибера. Некоторые из этих видео были показаны на телеканале HLN в программе Доктор Дрю, затем их разместил Рэй Уильям Джонсон на своём канале. Видео с разгромом кухни, набрав более 2 миллионов просмотров, было размещено на сайте Break.com.
В декабре 2014 года Чарльз Грин уничтожил PlayStation 4 и журнальный столик Майкла с помощью гаечного ключа во время ссоры с ним по поводу выпечки рождественского печенья. Видео набрало более 30 миллионов просмотров по состоянию на декабрь 2017 года и с тех пор стало самым наиболее часто просматриваемым видео The Angry Grandpa Show.
Чарльз Грин также имел отдельный персональный канал, «GrandpasCorner», где он вёл различные видеоблоги, далеко не всегда при этом ведя себя, как Злой Дед. Он также был показан в проекте Пола Хеймана Heyman Hustle, где Хейман заявил, что он поклонник Дедушки и что у него всегда есть время для него. Его реакция на сингл Ребекки Блэк «Friday» также получила статус вирусного видеоролика и была включен газетой The Guardian в Чарт вирусного видео в 2011 году.
Первое видео со Злым Дедом появилось в 2007 году. Оно называлось «Grandpa Ruins Christmas» и было размещено на сайте Break.com Майклом Грином. В видео был показан приступ гнева Злого Деда по поводу того, что его семья рождественским утром открыла подарки, не дожидаясь его. Майкл сотрудничал с кантри-музыкантом Шутером Дженнингсом, наряду с его ныне покойным менеджером Джоном Хенсли, чтобы разыгрывать Злого Деда, однако в жизни они являются близкими друзьями.

## Биография и личная жизнь
Чарльз Марвин Грин — младший родился 16 октября 1950 года в округе Чатем, штат Джорджия. Вырос в Чарльстоне, Южная Каролина, в семье с невысоким доходом. Его родителями были Чарльз Марвин Грин — старший (1925—1987), ветеран Второй мировой войны, и Дороти Грин Мейерс (1926—1999). У него есть английские, ирландские, шотландские и, более дальние, корнские и валлийские корни. Когда Чарльзу Грину — младшему было 9 лет, его отец был парализован в результате автомобильной аварии, и семья нуждалась в деньгах. У Грина была сестра — Шарлин Гордон (1947—2012), которая была заядлым курильщиком, и умерла от эмфиземы в 2012 году.
Злой Дед являлся пожарным пожарного департамента Норт-Чарльстона и занимал различные должности, в том числе, был владельцем малого бизнеса, а также работал в качестве управляющего квартирного дома.
У него пятеро детей, а также девять внуков. Продавал товар со своей символикой, включая футболки (некоторые с запомнившимися словечками из его видео), а также наклейки на бампер и подписанные фотографии.
В феврале 2017 года выяснилось, что у Чарльза рак кожи, который впервые начал проявляться в 2014 году, а также внезапно развившаяся пневмония, вызванная осложнениями, связанными с раком. Вскоре также была выявлена хроническая обструктивная болезнь лёгких, ставшая плодом постоянного и продолжительного курения (Чарльз курил с раннего детства).
10 декабря 2017 года Чарльз Грин умер из-за попадания аммиака в кровь, в свою очередь, вызванного осложнениями цирроза печени. О смерти Чарльза Грина сообщил его сын, выложив видео на YouTube-канале TheAngryGrandpaShow. Также его сын пообещал «перезаливать» старые видео с «дедушкой». Отпевание Чарльза Грина состоялось 13 декабря. Согласно завещанию, его тело было кремировано, а прах разделён на четыре части: одна из капсул была доставлена в Париж 14 декабря, вторая — в Рим также 14 декабря, третья — в Осаку 15 декабря, а последняя была захоронена в Питтсбурге 17 декабря и помещена на ответственное хранение на время принятия решения о месте её захоронения.